# Милославська вулиця
Милосла́вська ву́лиця — вулиця в Деснянському районі міста Києва, житловий масив Вигурівщина-Троєщина. Пролягає від вулиці Миколи Закревського до вулиці Радосинської (с. Троєщина).
Прилучаються проспект Червоної Калини, вулиці Оноре де Бальзака, Лісківська і Радунська.

## Історія
Виникла наприкінці 80-х років XX століття під назвою Нова. Сучасна назва — з 1989 року, від поселення Милославичі, що існувало до XVI століття на території сучасної Вигурівщини.

## Установи та заклади
- Автозаправний комплекс ОККО (буд. № 2а)
- Торговий центр «Корал» (буд. № 6)
- Спеціалізова школа-ліцей № 293 з поглибленим вивченням природничих наук (буд. № 7)
- Торговий центр «Милославський» (буд. № 10а)
- Заклад дошкільної освіти № 222 «Сонечко» (буд. № 12б)
- Заклад дошкільної освіти № 721 (буд. № 23а)
- Спеціалізова школа I—III ступенів № 311 (буд. № 27)
- ЖЕД № 319 Деснянського району (буд. № 33а)
- Відділення ПриватБанку (буд. № 41/15)
- Укрпошта. Відділення № 167 (буд. № 49)
- Республіканська клінічна лікарня (довгобуд) (буд. № 58)